# Cimanggu (Cikembar)
Cimanggu is een bestuurslaag in het regentschap Sukabumi van de provincie West-Java, Indonesië. Cimanggu telt 9254 inwoners (volkstelling 2010).